# Ralph Ellison

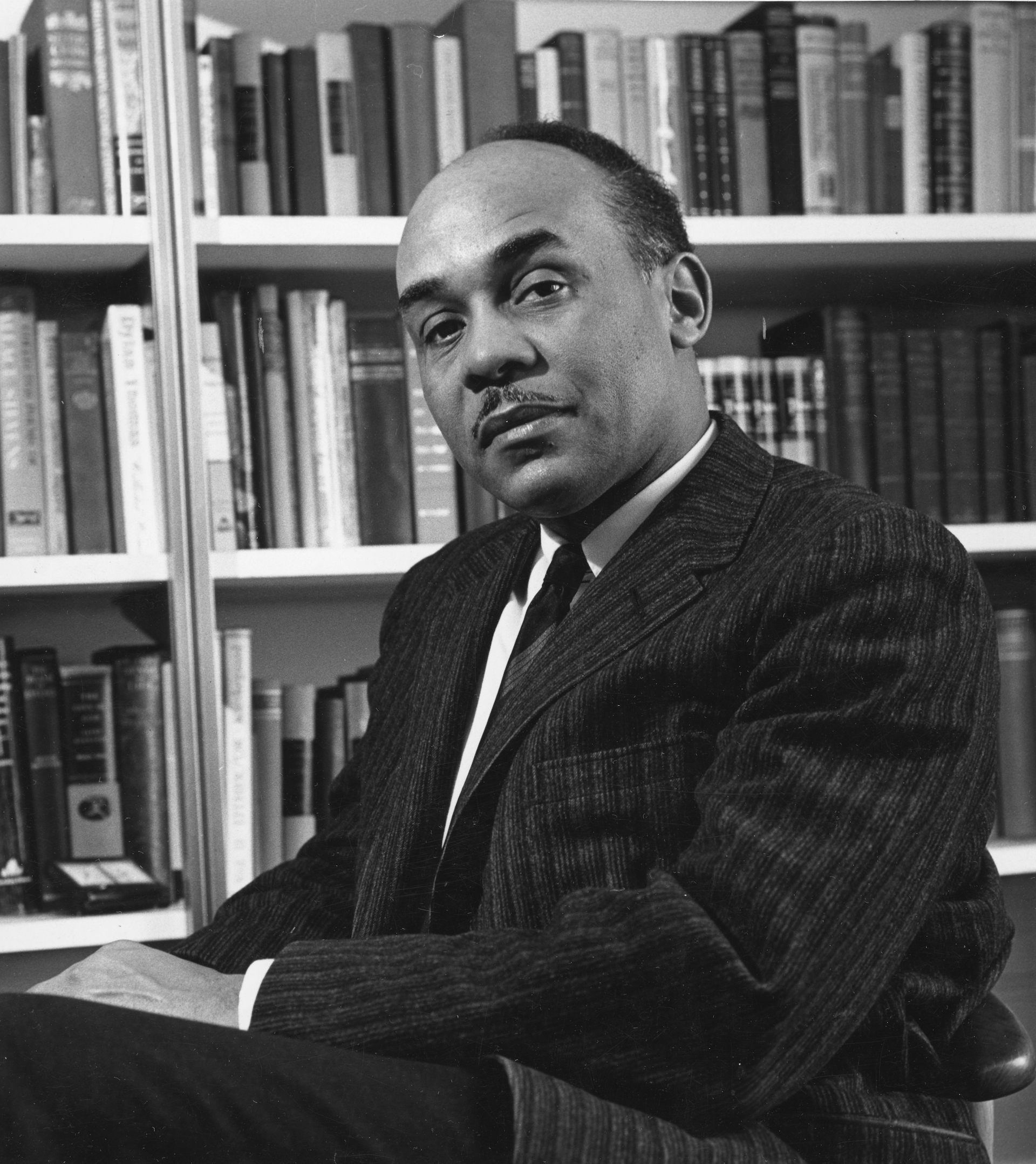
Ralph Ellison (1961)

Ralph Waldo Ellison (geboren 1. März 1914 in Oklahoma City, Oklahoma; gestorben 16. April 1994 in New York City, New York) war ein US-amerikanischer Autor afroamerikanischer Herkunft.

## Leben
Ralph Ellison kam als Sohn eines Bauarbeiters in Oklahoma City auf die Welt. Seine Eltern waren kurz vor seiner Geburt aus South Carolina zugezogen. Über seine Eltern (seine Mutter stammte aus Georgia) erhielt Ellison so Einblick in die schwarzen Erfahrungen der ehemaligen Sklavenstaaten, erlebt aber in seiner Kindheit zugleich die vergleichsweise freiheitliche Atmosphäre in einem sogenannten Border-State, der erst 1907 als 46. Staat zur Union kam. Diese besondere soziale und psychologische Ausgangssituation war prägend für seine besondere schriftstellerische Eigenart.
Nach Ende der Schulzeit in Oklahoma City konnte Ellison mit Hilfe eines staatlichen Stipendiums drei Jahre Musik in Tuskegee studieren. 1936 zog er nach Harlem, um dort ein Studium der Bildhauerei zu beginnen. Bereits in Tuskegee hatte T. S. Eliots The Waste Land einen nachhaltigen Eindruck bei Ellison hinterlassen. In Harlem wurden zudem seine politischen Interessen vor allem durch Richard Wright und Langston Hughes geweckt. Wright machte Ellison auch mit den großen russischen Schriftstellern, insbesondere Dostojewski und Gorki, vertraut. Ellison unterstützte Wright bei dessen politischer Arbeit, verstrickte sich im Gegensatz zu Wright allerdings nicht in die Parteiarbeit. Während der Zeit in Harlem verdiente er seinen Lebensunterhalt auf mancherlei Weise, vor allem jedoch als Jazz-Musiker. Zeitweise arbeitete er auch für die YMCA und als Sekretär für einen Psychiater. In der Zeit der Großen Depression ging er mit seinem Bruder aufs Land, um dort als Jäger den Hunger zu bekämpfen.
Diese verschiedenen Stationen in Ellisons Leben haben allesamt ihre Spuren in dem einzigen Roman hinterlassen, den er zu Lebzeiten veröffentlicht hat: 1952 erschien Der unsichtbare Mann (im Original The Invisible Man, ins Deutsche übersetzt von Georg Goyert). Dieser Roman Ellisons wurde 1965 zum bedeutendsten Werk der US-Literatur der vorangegangenen Jahrzehnte gewählt. Zuvor hatte Ellison bereits 1944 verschiedene Short Stories veröffentlicht.
Postum wurde ein weiteres Romanwerk, Juneteenth, veröffentlicht, das bereits zu Lebzeiten Ellisons kurz vor der Veröffentlichung stand, von dessen Manuskript jedoch wichtige Teile bei einem Brand vernichtet wurden. Der Autor bemühte sich in der Folgezeit vergeblich, die verlorenen Seiten aus dem Gedächtnis zu rekonstruieren. 2010 kam eine längere, 1100 der 2000 Seiten des Manuskripts umfassende Version unter dem Titel Three Days Before the Shooting… heraus. Ellison selbst war der Meinung, dass ein Romancier nur einen wirklich großen Roman im Leben schreiben könne. Essays Ellisons wurden 1964 in dem Sammelband Shadow and Act veröffentlicht.
Nach der Verleihung des National Book Awards 1953 für The Invisible Man erhielt Ellison zahlreiche Ehrungen und auch Ehrenämter. Unter anderem lehrte er an der University of Chicago, in Yale und in fester Stellung ohne besondere Lehrverpflichtungen auch an der New York University. 1964 wurde er in die American Academy of Arts and Letters und 1965 in die American Academy of Arts and Sciences gewählt.
Mehr als die Mehrzahl der übrigen afroamerikanischen Schriftsteller war Ellison geprägt durch seine immense Belesenheit, seine profunden Kenntnisse der Weltliteratur sowie der klassischen und modernen Musik, der antiken Mythologie sowie biblischer und apokrypher Überlieferungen wie auch darüber hinaus seine Kenntnisse der Natur und aller Arten von Lebewesen. Ebenso prägend war seine kenntnisreiche Zuwendung zur klassischen wie auch modernen Musik. In seinem schriftstellerischen Werk stand Ellison Langston Hughes näher als beispielsweise Richard Wright oder James Baldwin. Mit Hughes verband ihn vor allem die Vertrautheit mit Jazz und Blues sowie der schwarzen Folklore wie auch seine Wertschätzung des Humors der Schwarzen.

## Werke
- Invisible Man. Random House, 1952 ISBN 0-679-60139-2
  - Der unsichtbare Mann: Roman. Übersetzung Georg Goyert. Frankfurt am Main : S. Fischer, 1954
- Flying Home and Other Stories. Random House, 1996 ISBN 0-679-45704-6
  - Flying home und andere Geschichten. Hrsg. und Einleitung  John F. Callahan. Übersetzung Manfred Allié und Gabriele Kempf-Allié. Zürich : Ammann, 1999
- Juneteenth. Random House, 1999. ISBN 0-394-46457-5
  - Juneteenth. Hrsg. und Nachwort John F. Callahan. Übersetzung Manfred Allié und Gabriele Kempf-Allié. Zürich : Ammann, 2000
- Three Days Before the Shooting… Modern Library, 2010. ISBN 978-0-375-75953-6
- Shadow and Act. Essays. Random House, 1964 ISBN 0-679-76000-8
- Going to the Territory. Essays. Random House, 1986. ISBN 0-394-54050-6
- The Collected Essays of Ralph Ellison. Modern Library, 1995. ISBN 0-679-60176-7
- Living with Music: Ralph Ellison's Jazz Writings. Modern Library, 2002. ISBN 0-375-76023-7
- Trading Twelves: The Selected Letters of Ralph Ellison and Albert Murray. Modern Library, 2000. ISBN 0-375-50367-6